# Archaeolemur
Archaeolemur ist eine ausgestorbene Gattung der Primaten, die bis vor rund 1000 Jahren auf der Insel Madagaskar vorkam. Zusammen mit dem ebenfalls ausgestorbenen Hadropithecus bildet Archaeolemur die ausgestorbene Familie der Archaeolemuridae.
Archaeolemur war ein relativ großer, möglicherweise zeitweise am Boden lebender Primat. Sein Gewicht wird auf 15 bis 25 Kilogramm geschätzt, sein Schädel war 12 bis 15 Zentimeter lang. Im Körperbau und in der Lebensweise ähnelte er den Pavianen. Die Arme und Beine waren kurz und kräftig, die Hände und Füße pfotenähnlich. Am Unterkiefer saßen nur zwei Schneidezähne, die Molaren waren breit und trugen abgerundete Höcker. Vermutlich waren diese Tiere Allesfresser, die sich von Früchten und Kleintieren, aber auch von relativ harten Samen ernährten. Dies jedenfalls ergab eine detaillierte Untersuchung von 447 Zähnen beider Arten von Archaeolemur, aus der u. a. hervorging, dass die im Kiefer vorne sitzenden Zähne stärker abgekaut wurden als die hinten sitzenden, woraus geschlossen wurde, dass die vorderen Zähnen zum Benagen hartschaliger Nahrung genutzt wurden.
Archaeolemur zählt zu den am weitesten verbreiteten ausgestorbenen Lemurengattungen. Es wurden zwei Arten beschrieben, A. majori ist aus dem südlichen und A. edwardsi aus dem nördlichen und mittleren Madagaskar bekannt. Es gibt über 20 Fundstellen, die Überreste werden auf ein Alter von 2800 bis 1000 Jahren datiert. Ihr Lebensraum dürften Wälder, Buschländer und Savannen gewesen sein.
Ihr Aussterben stand vermutlich in direktem Zusammenhang mit der menschlichen Besiedlung ihrer Heimatinsel vor 1500 Jahren. Im Zuge dieser Besiedlung sind eine Reihe von Großtieren, auch Primatenarten wie die Riesenlemuren, vermutlich aufgrund der Bejagung und der weitflächigen Zerstörung ihres Lebensraums ausgestorben.

## Belege

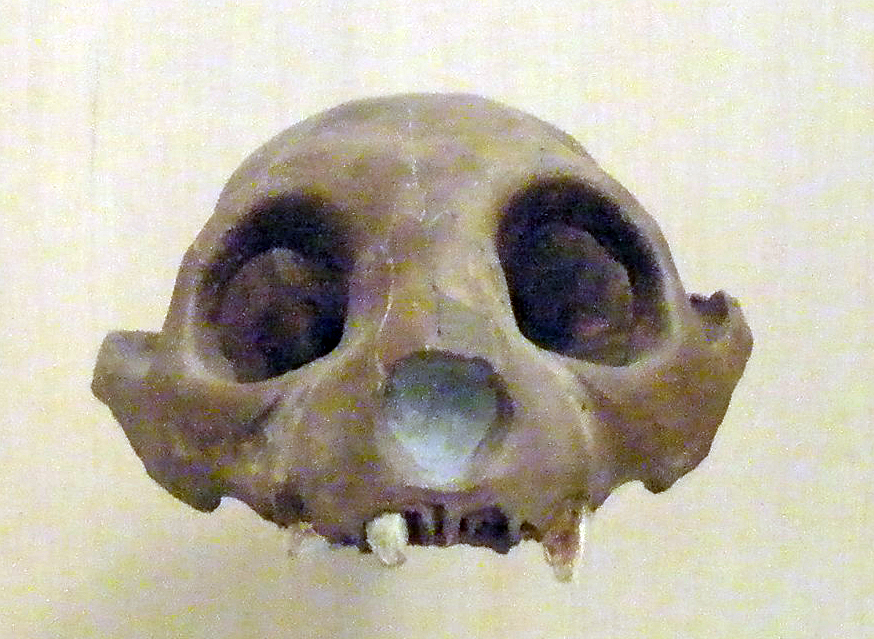
Schädel von Archaeolemur majori im American Museum of Natural History in New York

1. ↑  Ian Towle et al.: Tooth chipping patterns in Archaeolemur provide insight into diet and behavior. In: American Journal of Biological Anthrology. Online-Vorabveröffentlichung vom 8. Dezember 2022, doi:10.1002/ajpa.24674.